# دوري الدرجة الأولى البوتاني 2011
دوري الدرجة الأولى البوتاني 2011 هو موسم من دوري الدرجة الأولى البوتاني. فاز فيه نادي ييدزين.